# Hibiscadelphus bombycinus
Hibiscadelphus bombycinus är en malvaväxtart som beskrevs av C. N. Forles. Hibiscadelphus bombycinus ingår i släktet Hibiscadelphus och familjen malvaväxter. IUCN kategoriserar arten globalt som utdöd. Inga underarter finns listade i Catalogue of Life.